# Rehbachtal zwischen Driedorf und Merkenbach
Rehbachtal zwischen Driedorf und Merkenbach este o arie protejată (arie specială de conservare — SAC, sit de importanță comunitară — SCI) din Germania întinsă pe o suprafață de 110,5 ha, integral pe uscat.

## Localizare
Centrul sitului Rehbachtal zwischen Driedorf und Merkenbach este situat la coordonatele 50°38′36″N 8°15′00″E / 50.6433°N 8.25°E.

## Înființare
Situl Rehbachtal zwischen Driedorf und Merkenbach a fost declarat sit de importanță comunitară în iunie 2000 pentru a proteja 4 specii de animale. Situl a fost protejat și ca arie specială de conservare în martie 2008.

## Biodiversitate
Situată în ecoregiunea continentală, aria protejată conține 6 habitate naturale: Cursuri de apă de la nivel de câmpie la nivel montan, cu vegetație Ranunculion fluitantis și Callitricho-Batrachion, Liziere de ierburi înalte hidrofile de câmpie și de nivel montan până la alpin, Fânețe de joasă altitudine (Alopecurus pratensis, Sanguisorba officinalis), Păduri de fag Asperulo-Fagetum, Păduri pe pante, grohotișuri și ravene de Tilio-Acerion, Păduri aluvionare cu Alnus glutinosa și Fraxinus excelsior (Alno-Padion, Alnion incanae, Salicion albae).
La baza desemnării sitului se află mai multe specii protejate:
- păsări (2): pescăruș albastru (Alcedo atthis), mărăcinar (Saxicola rubetra)
- nevertebrate (2): phengaris nausithous (Maculinea nausithous), Maculinea teleius

Pe lângă speciile protejate, pe teritoriul sitului au mai fost identificate 2 specii de plante, 1 specie de păsări, 7 specii de nevertebrate.